# Bobby Ryan
Bobby Ryan, właśc. Robert Shane Stevenson (ur. 17 marca 1987 w Cherry Hill, New Jersey) – amerykański hokeista, reprezentant USA.

## Kariera
- Honeybaked U18 (2002–2003)
- Owen Sound Attack (2003–2007)
- Portland Pirates (2007–2008)
  -  Iowa Chops (2008)
- Anaheim Ducks (2007–2013)
  -  Mora IK (2012–2013)
- Ottawa Senators (2013-2020)
- Detroit Red Wings (2020-)

W latach 2003–2007 występował w rozgrywkach OHL. W drafcie NHL z 2005 został wybrany przez Anaheim Ducks z numerem 2. Zawodnikiem tego klubu był w latach 2007–2013 przez sześć sezonów NHL (w międzyczasie krótkotrwale grał w lidze AHL). Od listopada 2012 do stycznia 2013 w okresie lokautu w sezonie NHL (2012/2013) związany kontraktem ze szwedzkim klubem Mora IK w rozgrywkach Allsvenskan (rozegrał 11 meczów). Od lipca 2013 zawodnik Ottawa Senators. W październiku 2014 przedłużył kontrakt z Senators o siedem lat. We wrześniu 2020 poinformowano, że jego kontrakt został wykupiony przez klub i zawodnik został zwolniony. W październiku 2020 przeszedł do Detroit Red Wings.
W barwach USA uczestniczył w turniejach zimowych igrzyskach olimpijskich 2010 oraz mistrzostw świata w 2010 i 2012.

## Sukcesy

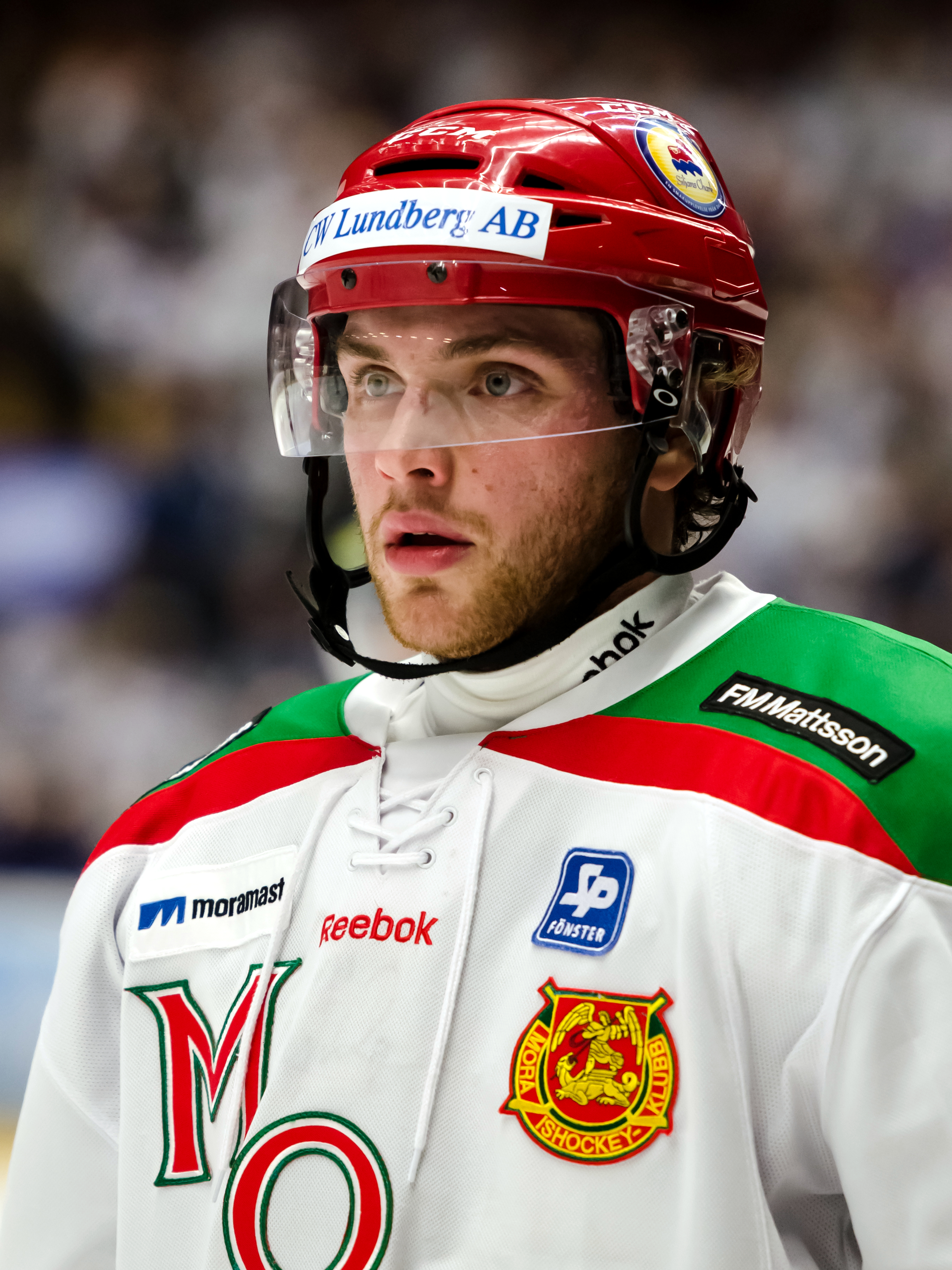
Bobby Ryan w barwach Mora IK (2012)

Reprezentacyjne
- Srebrny medal zimowych igrzysk olimpijskich: 2010

Klubowe
- Mistrzostwo dywizji NHL: 2013 z Anaheim Ducks

Indywidualne
- CHL / OHL (2004/2005):
  - Pierwszy skład gwiazd
  - CHL Top Prospects Game
- AHL (2007/2008):
  - Skład gwiazd AHL
- NHL (2008/2009):
  - NHL All-Rookie Team
- Mistrzostwa Świata w Hokeju na Lodzie 2012/Elita:
  - Trzecie miejsce w klasyfikacji strzelców turnieju: 5 goli (ex aequo)
  - Pierwsze miejsce w klasyfikacji zwycięskich goli: 2 gole (ex aequo)